# Diario El Eco de Tandil

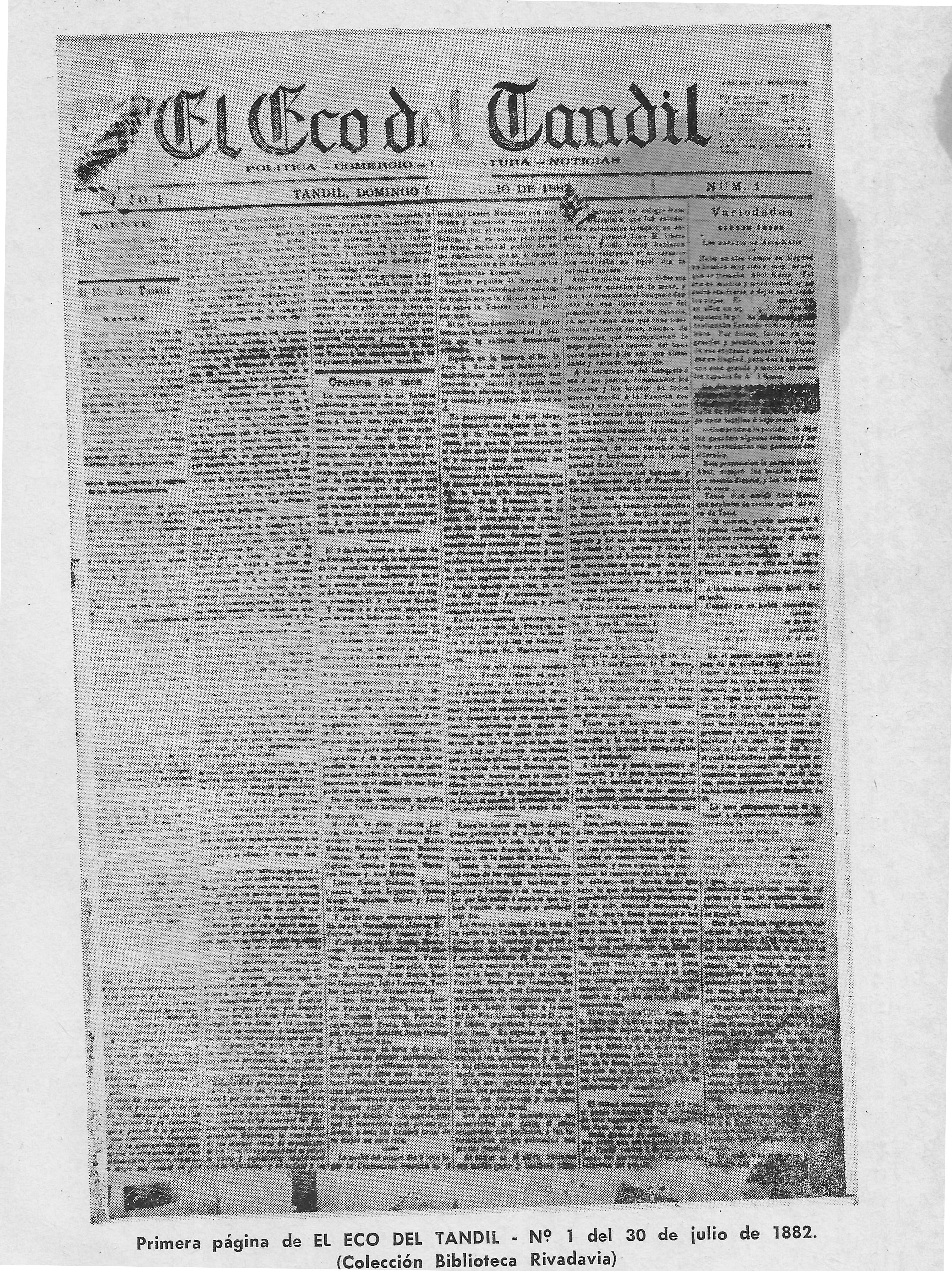
Primera tapa

El Eco de Tandil es un diario matutino de Argentina, editado en la ciudad de Tandil.

## Historia

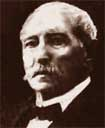
Juan S. Jaca

El diario El Eco de Tandil fue fundado el 30 de julio de 1882 por el boticario Juan S. Jaca siendo actualmente el cuarto diario más antiguo de la Argentina detrás de La Nación, La Prensa y La Capital de Rosario y el décimo de América Latina.
En momentos en que la empresa cumplía 100 años su situación financiera era agobiante lo que derivó en la venta de la misma, comprando la totalidad de las acciones el Sr. Rogelio Adrián Rotonda.
En los años siguientes la situación fue normalizada y se emprendió la modernización del periódico. Así en 1987 recibió la Mención Especial de los Premios Konex por su aporte a la comunicación y el periodismo en la Argentina.
En 1992 se comenzó a imprimir en el sistema off-set y en 1993 adquirió una rotativa marca Garaventa.
El incremento de la tirada obligó a adquirir una rotativa marca Goss Community y a partir de 1999 se implementó la impresión en color.

## Actualidad
En la actualidad el diario es un matutino que sale a la calle los 7 días de la semana ofreciendo un variado número de suplementos semanales y la edición digital en internet.
Forma parte del grupo Multimedios El Eco.